# ولوکوپتر
ولوکوپتر (انگلیسی: Volocopter) یک بالگرد تک نفره الکتریکی است که داری چندین بال گردان جداگانه می‌باشد که هم‌اکنون به شکل آزمایشی و در حال توسعه توسط شرکت آلمانی e-volo ساخته شده‌است.

## مشخصات (VC2)
داده‌ها از تولیدکننده

### ویژگی‌های عمومی
- خدمه: یک نفر
- نیروی محرکه: ۱۸ × موتور درایو الکتریکی ۲ کیلووات (۲٫۷ اسب بخار برای هر موتور)
- پروانه‌ها: ۱۸ × دو تیغه